# Озеро-Пойма
Озеро-Пойма (бел. Озера-Пойма) — посёлок в Кошелёвском сельсовете Буда-Кошелёвского района Гомельской области Белоруссии.

## География
Посёлок расположен в 8 км к северо-востоку от районного центра и железнодорожной станции Буда-Кошелёвская (линия Жлобин — Гомель), в 56 км от Гомеля.
По южной окраине посёлка протекает река Глина (приток река Липа). С юго-востока к посёлку примыкает лесной массив.

## Транспортная сеть
Рядом автомобильная дорога Чечерск — Буда-Кошелёво. Планировка состоит из короткой прямолинейной улицы, ориентированной с юго-востока на северо-запад и застроенной двусторонне деревянными домами усадебного типа.

## История
Основан в начале 1920-х годов на бывших помещичьих землях переселенцами с соседних деревень. В 1930 году жители посёлка вступили в колхоз. Во время Великой Отечественной войны в октябре 1943 года оккупанты сожгли 19 дворов. На фронте погибли 11 жителей посёлка. В 1959 году в составе совхоза «Шарибовский» (центр — деревня Шарибовка).

## Население
- 1940 год — 23 двора, 76 жителей.
- 1959 год — 113 жителей (согласно переписи).
- 2004 год — 20 хозяйств, 24 жителя.